# Sjepetivka
Shepetivka (ukrainsk: Шепеті́вка}; polsk: Szepetówka, russisk: Шепето́вка, Shepetovka) er en by beliggende ved Huska-floden i Khmelnytskyj oblast (provins) i det vestlige Ukraine. Shepetivka er administrationsby i Shepetivka rajon (distrikt). Den er vært for administrationen af Shepetivka hromada, en af Ukraines hromadaer.
Byen har en befolkning på omkring 40.802 (2021).
Shepetivka er et vigtigt jernbaneknudepunkt med fem krydsende transitruter. Det ligger 100 km fra Khmelnytskyj, oblastens hovedstad.
Byen ligger i nærheden af den historiske by Izyaslav, centrum for det rutenske Zasławski-fyrstedømme.

## Galleri
- Kirke i Shepetivka
- Shepetivka museum
- Justitspalds
- Den store Synagoge Shepetivka
- Shepetivka jernbanestation
- Gade i byen
- Moskvapatriarkatets kirke
- Rådhus
- Propagandamuseum
- Shepetivka park